# サブミリ波干渉計

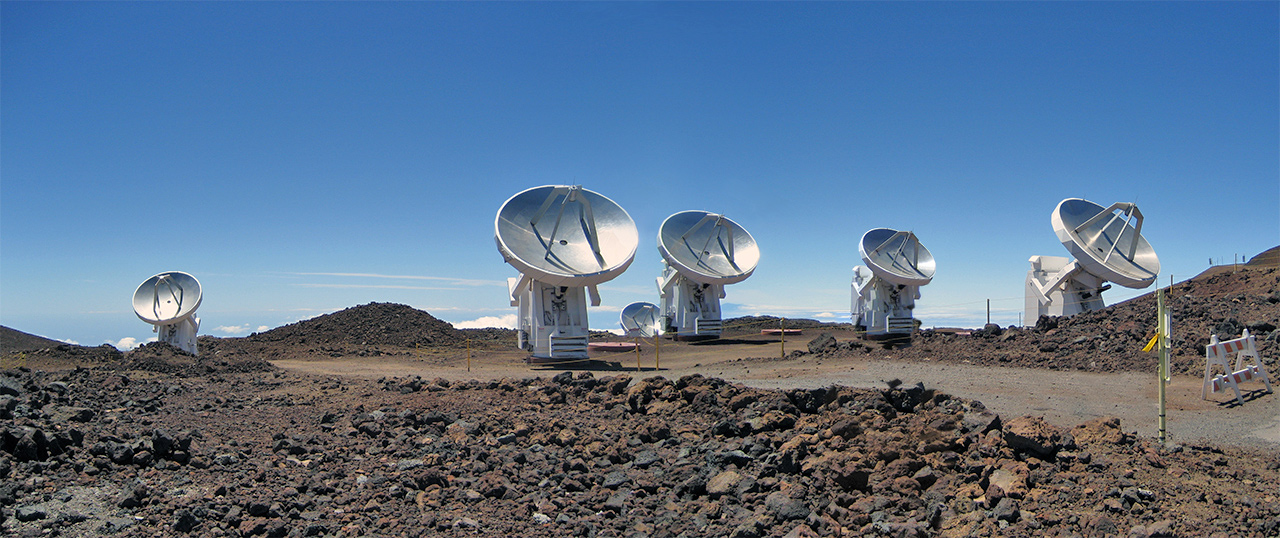

サブミリ波干渉計（さぶみりはかんしょうけい、SMA; Submillimeter Array）は、アメリカのハワイ州マウナケア山に設置された、世界最初のサブミリ波電波干渉計である。2003年11月より正式に運用を開始した
。
アメリカのハーバード・スミソニアン天体物理学センター（SAO）が台湾の中央研究院天文及天文物理研究所（ASIAA）との協力の下に設置、運営している。口径6mのパラボラアンテナ8台を結合してひとつの望遠鏡として使用する、開口合成型電波望遠鏡の一種である。SMAと隣接するサブミリ波望遠鏡であるジェームズ・クラーク・マクスウェル望遠鏡、カルテクサブミリ波天文台と同時観測を行うことによって集光力と解像力を高めるeSMA実験も行われている。